# Wiedemannia syriaca
Wiedemannia syriaca är en tvåvingeart som beskrevs av Wagner 1982. Wiedemannia syriaca ingår i släktet Wiedemannia och familjen dansflugor.
Artens utbredningsområde är Syrien. Inga underarter finns listade i Catalogue of Life.